# 高橋健介 (俳優)
高橋 健介（たかはし けんすけ、1994年12月24日 - ）は、日本の俳優。東京都出身。青山学院大学経済学部出身。

## 略歴
高校在学中に俳優として活動を始める。2014年に舞台『ハマトラ』で舞台初主演。
2015年から2016年まで放送された、テレビドラマ初出演となる特撮テレビドラマ『ウルトラマンX』でも、大空大地役として主演を務めた。
2018年8月6日、同年7月31日付で所属事務所であるセンスアップとの契約を解除し、所属事務所を退所したことを自身のブログで発表した。
2020年12月25日、フリーランスを経て、株式会社トランセンドに所属したことを報告した。

## 人物
- 趣味は将棋で、特技は利きコーラ。得意なスポーツはサッカーとバスケットボール。
- 人が好きで、会話を通じて相手のことを理解することを信条としている[1]。
- 黒羽麻璃央と親交があり、自分の誕生日に黒羽から神戸牛をもらったことがある[5]。

### 『ウルトラマンX』のエピソード
- 幼少期には『ウルトラマンティガ』や『ウルトラマンダイナ』をリアルタイムで観ており、イベントウルトラマンフェスティバルも訪れたことがある[1]。
- オーディションの最終日では空き時間が4時間あったため会場を出て、多摩川の土手で散歩していた3匹の飼い犬と遊んだことでリラックスしてオーディションに挑めたという[1]。高橋は犬のおかげでオーディションに合格できたと述べている[1]。
- 演じる大空大地については自身と考え方が近と感じており、演技にあたっては自身の考えと大地の考えを同一視していたことを述べており、台詞の言い回しにも気を使ったという[1]。
- メイン監督の田口清隆は大地と最も接している高橋の考えを尊重していた[1]。大地が怪獣との共存を目指す一方で怪獣と戦わなければならないことについて疑問を抱き、田口は「小さい女の子の傍らにライオンがいれば射殺する」という例えを述べたところ高橋は「大地ならば自身がやられてもライオンの前に立ちはだかる」という考えを述べ、2時間の議論ののち「ウルトラマンXの必殺技であるザナディウム光線は麻酔銃である」という結論に至った[1]。
- 高橋はアクションシーンも希望していたが、科学者という役柄のためあまりアクションがなかったことを残念に感じた旨を述べている[3][1]。
- ウルトラマンに変身する役を演じたことで自身の言動が子供たちに大きな影響を及ぼすこと自覚しており、番組終了後もヒーローとして頑張るだけでなくヒーロー以外の部分でもしっかりと生きていくことを掲げている[1]。

## 出演

### テレビ

#### ドラマ
- ウルトラシリーズ（テレビ東京）
  - ウルトラマンX（2015年7月14日 - 12月22日） - 主演・大空大地 役[6]
  - 新ウルトラマン列伝 第131話 - 第142話（2016年1月12日 - 3月29日） - 大空大地 役
  - ウルトラマン ニュージェネレーションクロニクル 第14話 - 第15話、第26話（2019年4月6日 - 4月13日、6月29日） - 大空大地 役
- 痛快TV スカッとジャパン「マイ・ベスト・フレンド」（2016年8月8日、再放送2020年5月18日、2022年2月14日、フジテレビ）
- テレビ演劇 サクセス荘シリーズ（テレビ東京）-  ミスター 役
  - テレビ演劇 サクセス荘（2019年7月11日 - 9月26日）
  - テレビ演劇 サクセス荘2（2020年7月9日 - 9月24日）
  - テレビ演劇 サクセス荘2mini（2020年10月12日 - 12月22日）
  - テレビ演劇 サクセス荘3（2021年1月6日 - 3月24日）
  - テレビ演劇 サクセス荘3mini（2021年4月5日 - 6月28日）
- パパ、はじめました 第7話（2019年10月15日、BS日テレ） - 城ケ崎輝馬 役
- 寝ないの?小山内三兄弟 第10話（2019年12月17日、日本テレビ） - 楢原快人 役
  - ただいま!小山内三兄弟（2020年10月21日 - 11月25日）
- あざと連ドラ（「あざとくて何が悪いの?」内シリーズ）（テレビ朝日）
  - 第3弾（2021年9月11日） - タクミ 役
  - 第6弾（2022年10月9日 - 12月25日・2023年2月12日） - 佐竹信彦 役
- 不幸くんはキスするしかない!（2022年4月22日 - 6月10日、MBSほか） - 八代 役[7]
- 悪女（わる）〜働くのがカッコ悪いなんて誰が言った?〜 第3話（2022年4月27日、日本テレビ） - 恩田和久 役[8]
- 仮面ライダーリバイス 第42話・第43話・第48話（2022年7月3日・10日・8月14日、テレビ朝日） - 狩崎真澄（過去） 役
- デブとラブと過ちと!（2022年11月7日 - 12月26日、TOKYO MX） - 松陰寺尊 役[9]
- アイドルだった俺が、配達員になった。（2023年7月2日 - 8月20日、BSフジ） - 佐藤勇気 役
- ノンレムの窓 2023・夏 ショートドラマ「出世したくない君へ」（2023年7月8日、日本テレビ）
- 葵くん、また、ジム行くんだ?（2025年2月24日〈予定〉- 、BSフジ） - 主演・木元葵 役（加藤大悟とW主演）[10]

#### 音楽番組
- シブヤノオト（2017年7月2日、NHK総合） - 刀剣男士 team新撰組 with蜂須賀虎徹 蜂須賀虎徹 役
- NHK WORLD-JAPAN presents SONGS OF TOKYO（2018年11月17日、NHK-WORLD/2019年1月5日、NHK総合）- 刀剣男士 formation of TOKYO 蜂須賀虎徹 役
- 第69回NHK紅白歌合戦（2018年12月31日、NHK）- 刀剣男士 蜂須賀虎徹 役
- CDTVスペシャル！年越しプレミアライブ2018→2019（2018年12月31日、TBS）- 刀剣男士 蜂須賀虎徹 役
- MUSIC FAIR（2019年1月26日、フジテレビ）- 刀剣男士 蜂須賀虎徹 役
- ミュージックステーション ウルトラスーパーライブ2019 （2019年12月27日、テレビ朝日）- 刀剣男士 蜂須賀虎徹 役
- オダイバ!! 超次元音楽祭（2020年1月2日、フジテレビ）- 刀剣男士 蜂須賀虎徹 役
- 2020 FNS歌謡祭（2020年12月9日、フジテレビ） - 刀剣男士 team新撰組 with蜂須賀虎徹 蜂須賀虎徹 役[11]

#### アニメ
- アニメ版 クイズとき子さん（2017年、中京テレビ） - 矢崎さん（声）役[12]

#### バラエティ・その他
- Rの法則（2011年 - 2015年、NHK）
- 夜だけど...あさイチ（2014年、NHK）
- ミュージカル「スタミュ」副音声解説付 杉江大志×鈴木勝吾×高橋健介×丘山晴己（2017年10月7日、WOWOW）
- アイキャラ（2018年4月26日、日本テレビ）
- 舞台「ひらがな男子」上演直前SP（2018年7月16日、日テレプラス）
- バス旅上等！「四国へ！しまなみ海道をゆく」(2018年9月22日、BSプレミアム)[13]
- モンスターライフ（2019年7月12日 - 2022年12月16日、仙台放送） - ケンスケ 役
- こわでん（怖い伝説）(2019年8月7日、BSプレミアム)
  - こわでん 夏が終わってもゾクゾクしたい！日本各地の怖い伝説とその裏の真実(2020年9月11日)
- 2.5次元男子推しTV シーズン4 #3 高橋健介×牧島輝（2020年3月27日、WOWOW）
- スッキリ（2020年11月24日、日本テレビ）
- 国民・専門家・AIがガチで選ぶ戦国大名総選挙 VTRパート（2020年12月28日、テレビ朝日） - 織田信長、本多忠勝 役
- 有吉ゼミ  ギャル曽根軍団VSチャレンジグルメ （2021年3月29日、日本テレビ）
- ママ★キャンプ〜アウトドア飯をやってみた（2021年5月29日、テレビ東京系列6局ネット）
- バゲット（2021年7月28日、日本テレビ）
- 翔太さまと執事西山のオタワムレ超 #2（2021年8月21日、フジテレビTWO）
- The Gift-大切なあなたへ-（2021年11月29日、日本テレビ）
- 土曜はカラフル!!!（2022年11月5日、TOKYO MX）
- ゆ〜わくワイド＆News（2022年11月21日、テレビ大分）
- 異業種ポーカーバトル『カケヒキ』（2023年2月2日 -、TOKYO MX）
- 人志松本の酒のツマミになる話（2023年2月3日、フジテレビ）
- ぽかぽか イケメン企画コーナー（2023年5月4日・7月31日、フジテレビ）
- 俺旅！（2023年7月4日 - 、tvk・テレ玉・チバテレ・KBS京都・サンテレビ）
- 真夜中の推し活 ～S/TEAM BLOOD～（2023年8月8日、日本テレビ）週替わりナレーター
- オールナイトフジコ（2023年8月11日、フジテレビ）
- リアル脱出ゲーム×名探偵コナン「黒鉄の海中研究所からの脱出」大特集SP（2023年8月18日、TOKYO MX）
- 「7つの島のエノシマセブンめぐり～ウルトラセブンと怪獣たちの物語～」大特集SP（2023年10月20日、TOKYO MX）
- スチブラハウス 第2回（2024年2月13日、日本テレビ）ゲスト出演

### 映画
- tokyo city girl EPISODE5「EAST END」（2015年9月5日、アークエンタテインメント）
- ウルトラシリーズ
  - 劇場版 ウルトラマンX きたぞ!われらのウルトラマン（2016年3月12日、松竹） - 主演・大空大地 役
  - 劇場版 ウルトラマンオーブ 絆の力、おかりします!（2017年3月11日、松竹） - 大空大地 役
  - 劇場版 ウルトラマンタイガ ニュージェネクライマックス（2020年8月7日、松竹） - 大空大地 役[14]
- 恋するアンチヒーロー THE MOVIE（2019年8月30日、トキメディアワークス） - 赤沢勝/ガルレッド 役[15]
- 桃源郷ラビリンス～生々流転～（2019年10月25日、トリプルアップ） - 大和尊 役
- 岡野教授の南極生物譚（2020年3月20日） - 森田次郎 役[16]
- 映画演劇サクセス荘 -侵略者Sと西荻窪の奇跡-（2021年12月31日） - ミスター 役
- 君たちはまだ長いトンネルの中（2022年5月16日） - 荒畑通 役
- それぞれの花（2022年11月4日） - 竹田 役
- ヒットマン・ロイヤー（2023年4月21日、ロックスワークス）[17]
- アキはハルとごはんを食べたい（2023年6月2日、クロックワークス） - 主演・ハル 役（赤澤遼太郎とW主演）[18]
  - アキはハルとごはんを食べたい 2杯目!（2024年6月14日、クロックワークス）[19]
- 岡野教授の高校協奏譚（2024年6月28日、MinyMixCreati部） - 主演・森田三郎 役[20]
- YOUNG & FINE（2024年、クロックワークス）[21]
- 49日の真実（2025年7月18日、エムエフピクチャーズ） - パンチョ 役[22]

### CM
- バンダイ「DXエクスデバイザー」（2015年）
- バンダイ「DXウルトライザー / DXスカイマスケッティ」（2015年）
- バンダイ「ウルトラマンX 変身ポーズフォトキャンペーン」（2015年）
- バンダイ「DXエクスラッガー」（2015年）

- LION「hadakara」 hadakara presents「年下彼氏に癒されたい フォロー＆リツイート キャンペーン」（2019年）
- 森永乳業「ピノガチャ」キャンペーン動画（2019年）
- 花王 ビオレ u TheBody「手のひら洗い社長篇」（2022年）

### 舞台
- STORM LOVER 〜波打ち際の王子SUMMER!〜（2014年5月3日 - 11日、俳優座劇場） - 相馬隆志 役
- ハマトラ THE STAGE - 主演・ナイス 役
  - CROSSING TIME（2014年8月16日 - 24日、俳優座劇場）
  - DOUBLE MISSION（2015年3月14日 - 22日、星陵会館ホール）
- 虚ろの姫と害獣の森（2014年12月3日 - 7日、新宿村LIVE） - ポッター 役
- Asterism vol.1『アルビノ』（2015年1月21日 - 25日、シアター風姿花伝）
- Office ENDLESS produce vol.16『仄々明晰夢』（2015年2月14日 - 22日、中目黒キンケロ・シアター）
- Office ENDLESS produce vol.19『チックジョ〜〜』（2015年10月15日 - 18日、全労済ホール／スペース・ゼロ） - 竹中半兵衛 役
- 東MAXプロデュース 劇団 FIRE HIP'S
  - 第8回公演「海の家の物語」（2016年8月5日 - 8月7日、スクエア荏原ひらつかホール）
  - 第9回公演「選挙へゴー！ゴゴー！！」（2017年8月5日 - 8月6日、スクエア荏原ひらつかホール）
  - TALK LIVE vol.9（2018年2月10日、しもきた空間リバティ）
  - 10周年記念公演「うたかたの金貨REBORN！」（2018年8月4日 - 8月5日、スクエア荏原ひらつかホール）
  - TALK LIVE vol.10（2019年3月2日、渋谷ユーロライブ）
  - 第11回公演「Hey ! 柔道 !! ～don’t let me down～」（2019年8月3日 - 8月4日、スクエア荏原ひらつかホール）
  - TALK LIVE vol.11（2020年4月26日、渋谷ユーロライブ）※全公演中止
  - FIRE HIP'S大感謝祭 ～THAT'Sバラエティショー～（2021年8月7日 - 8日、スクエア荏原ひらつかホール）
  - みんなのコント～FIRE HIP'S Extra Edition～（2022年12月3日 - 4日、渋谷ユーロライブ）
  - 第14回公演「コン・マン～79歳のクリスマス～」（2023年12月16日 - 17日、スクエア荏原ひらつかホール）
- ミュージカル『刀剣乱舞』- 蜂須賀虎徹 役
  - 幕末天狼傳（2016年9月24日 - 10月10日・11月17日 - 27日、AiiA 2.5 Theater Tokyo/10月15日・16日、キャナルシティ劇場/10月21日 - 30日、サンケイホールブリーゼ/2017年1月13日 - 15日、虹橋芸術中心）
  - in 嚴島神社（2016年11月12日、嚴島神社高舞台）
  - 真剣乱舞祭2016（2016年12月13日、大阪城ホール/20日 - 21日、両国国技館）
  - 真剣乱舞祭2017（2017年12月8日 - 9日、日本武道館/12月12日 - 13日、大阪城ホール/12月19日 - 20日、さいたまスーパーアリーナ/12月23日 - 24日、広州体育館）
  - 真剣乱舞祭2018（2018年11月24日、サンドーム福井/11月27日 - 28日、日本武道館/12月5日 - 6日、セキスイハイムスーパーアリーナ/12月11日 - 12日、大阪城ホール/12月15日 - 16日、幕張メッセ国際展示場9･10･11ホール）
  - 歌合 乱舞狂乱（2019年11月24日、長野ビッグハット/11月28日 - 29日、セキスイハイムスーパーアリーナ/12月6日 - 7日、北海きたえーる/12月12日 - 13日、福岡国際センター/12月21日 - 22日、広島グリーンアリーナ/2020年1月4日 - 5日、さいたまスーパーアリーナ/1月11日 - 12日、Aichi Sky Expo(愛知県国際展示場)ホールA/1月15日 - 16日、大阪城ホール/1月22日 - 23日、武蔵野の森総合スポーツプラザ メインアリーナ）
  - 幕末天狼傳2020（2020年9月20日 - 10月10日、天王洲 銀河劇場/10月16日 - 18日、北九州ソレイユホール/10月24日 - 11月2日、京都劇場/11月13日 - 11月23日、TOKYO DOME CITY HALL ）※一部公演中止
  - 五周年記念 壽 乱舞音曲祭（2021年1月9日 - 23日、東京ガーデンシアター）
  - 真剣乱舞祭2022（2022年5月8日、サンドーム福井/5月14日 - 15日、日本ガイシホール/5月18日 - 19日、大阪城ホール/5月25日 - 26日、セキスイハイムスーパーアリーナ（グランディ・21）/6月4日 - 5日、西日本総合展示場 新館/6月9日 - 10日、広島グリーンアリーナ/6月15日 - 16日、幕張メッセ イベントホール/6月22日 - 26日、国立代々木競技場 第一体育館）
  - ㊇ 乱舞野外祭（すえひろがり らんぶやがいまつり）（2023年9月17日 - 24日、富士急ハイランド・コニファーフォレスト）[23]
  - 陸奥一蓮（2024年3月10日 - 24日、TOKYO DOME CITY HALL / 3月30日 - 4月14日、箕面市立文化芸能劇場 大ホール / 4月26日 - 5月6日、TOKYO DOME CITY HALL）[24]
  - 目出度歌誉花舞 十周年祝賀祭（2025年7月29日・30日、東京ドーム）[25]
- ミュージカル「スタミュ」（2017年4月1日 - 9日、Zeppブルーシアター六本木/4月15日・16日、森ノ宮ピロティホール）  - 空閑愁 役
- 幽劇（2017年8月17日 - 23日、日本青年館 大ホール/9月1日 - 3日、虹橋芸術中心）  - シン 役

- Live Musical「SHOW BY ROCK!!」- 燐 役
  - 深淵のCrossAmbivalence（2017年10月19日 - 29日、AiiA 2.5 Theater Tokyo）
  - THE FES 2018（2018年6月26日 - 27日、Zepp DiverCity (TOKYO)）

- 「GANTZ:L」－ACT&ACTION STAGE－（2018年1月26日‐ 2月4日、天王洲 銀河劇場） - 加藤勝 役
- Flying Trip Vol.13『ウソトリドリ』（2018年3月14日 - 3月18日、あうるすぽっと） - 主演・阿久津典道 役
- リーディングドラマ『シスター』（2018年3月23日、博品館劇場）
- ひらがな男子（2018年7月20日 - 29日、AiiA 2.5 Theater Tokyo）- う 役[26]
- 『DIVE!!』The STAGE!!（2018年9月20日 - 10月7日、シアター1010 他）- 丸山レイジ 役[27]
- 音楽朗読劇「ザ・グレイト・ギャツビー」（2019年1月12日、TOKYO FMホール） - ギャツビー 役
- 桃源郷ラビリンス(2019年4月4日 - 7日、なかのZEROホール/4月13日 - 14日、おかやま未来ホール) - 大和尊 役
- 舞台「魍魎の匣」（2019年6月21日 - 30日、銀河劇場/7月4日 - 7日、AiiA 2.5 Theater Kobe）- 鳥口守彦 役[28]
- MONSTER LIVE!（2019年10月4日 - 6日、俳優座劇場）
  - MONSTER LIVE！～今回からモンステって名乗ってもいいですか？～（2020年2月14日 - 16日、草月ホール）
  - MONSTER LIVE!シーズン3 ～もんさぽのみなさん、僕たち怪優になれてます？～（2021年1月29日 - 31日、目黒区中小企業センターホール）
  - MONSTER LIFE present's VIPもんさぽ限定 春の新作コント祭り!!!（2021年3月12日 - 14日、すみだパークシアター倉）
  - MONSTER LIVE！シーズン４～ウチの推しがレベルアップしてないはずがない～ 中止（2022年2月4日 - 6日、目黒区中小企業センターホール）※全公演中止
  - MONSTER LIFE present’s「VIP もんさぽ限定 怪物だらけの超（ウルトラ）文化祭！」（2022年9月30日 - 10月2日、DDD青山クロスシアター）
- 舞台「この声をきみに～もう一つの物語～」（2020年3月6日 - 8日、サンケイホールブリーゼ/3月12日 - 22日、俳優座劇場） - 竹本圭人 役 ※全公演中止、3/12に無観客収録実施。
- 億秒くんの羨望道中（2020年7月18日、ネット配信）
- 刀剣乱舞-ONLINE- 五周年記念 「刀剣乱舞 大演練」（2020年8月11日、東京ドーム）※公演中止
- 舞台「結婚しないの！？小山内三兄弟」（2021年2月3日 - 7日、草月ホール） - 楢原快人 役
- FAKE MOTION -THE SUPER STAGE-（2021年4月25日、品川プリンスホテル ステラボール）日替わりゲスト出演 ※公演中止
- 劇メシ「パセリがすねた」（2021年5月23日、表参道bamboo） - ミント 役 日替わりゲスト出演
- リーディングシアターVol.2「RAMPO in the DARK」（2021年6月9日 - 10日、神田明神ホール）
- 方南ぐみ企画公演 朗読劇「あの空を忘れない」（2021年6月23日、俳優座劇場）
- マーダーミステリーシアター「演技の代償」Replay（2021年7月19日） - 桃谷雄一郎 役
- 令和千本桜～義経と弁慶／コロッケものまねオンステージ2021（2021年10月9日 - 21日、明治座） - 伊勢三郎 役[29]
- ワールドトリガー the Stage（東京公演：2021年11月19日 - 28日、品川プリンスホテル ステラボール / 大阪公演：12月2日 - 5日、サンケイホールブリーゼ） - 迅悠一 役[30]
  - ワールドトリガー the Stage 大規模侵攻編（東京公演：2022年8月5日 - 14日、品川プリンスホテル ステラボール / 京都公演：8月19日 - 21日、京都劇場）[31]※東京公演一部中止
  - ワールドトリガー the Stage B級ランク戦開始編（東京公演：2023年8月5日 - 6日、シアター1010 / 大阪公演：8月10日 - 13日、サンケイホールブリーゼ / 東京凱旋：8月18日 - 27日、天王洲銀河劇場）映像出演
  - ワールドトリガー the Stage ガロプラ迎撃編（2024年10月25日 - 11月4日、シアターH / 11月9日・10日、キャナルシティ劇場 / 11月15日 - 17日、COOL JAPAN PARK OSAKA WWホール / 11月22日 - 24日、天王洲 銀河劇場）[32][33]
- 舞台「六番目の小夜子」（2022年1月7日 - 16日、新国立劇場 小劇場）- 関根秋 役[34]
- 朗読劇「アルバート家の令嬢は没落をご所望です」（2022年9月3日 - 4日、ところざわサクラタウン ジャパンパビリオンホールＡ） - パトリック・ダイス 役[35]
- AD-LIVE 2022（2022年9月25日、大阪国際交流センター 大ホール）
  - AD-LIVE トークセッション［喋-LIVE(しゃべりぶ)］in大阪（2023年5月14日）

- MASAMI SYSTEM VOL.1　高橋健介のヒトリブタイ『ビューティフル』（2022年10月22日 - 23日、渋谷ユーロライブ）
  - MASAMI SYSTEM VOL.1　高橋健介のヒトリブタイ『ビューティフル』～再演～（2023年7月8日 - 9日、雷5656会館 ときわホール ）
- 梅棒 15th "RE"PLAY『シン・クロス ジンジャー ハリケーン』（2022年11月20日、サンシャイン劇場）日替わりゲスト出演[36]
- ハイブリッド・イマーシブシアター「同窓会～優しくて残酷な彼を偲んで〜」（2023年1月14日、マリーグラン赤坂） - 片城みそぎ 役（日替わりゲスト）
- 舞台「地獄楽」（2023年2月16日 - 26日、ヒューリックホール東京）- 天仙 役[37]
- 音楽朗読劇「四月は君の嘘」（2023年3月31日、飛行船シアター、昼夜2公演） - 主演・有馬公生 役
- 声優朗読劇「VORLESEN フォアレーゼン」野口遵記念館 開館イベント ～「延岡新興の母」野口遵伝～（2023年7月2日、野口遵記念館ホール）
  - 群馬公演（2024年5月26日、太田市新田文化会館（エアリスホール））
- 明治座創業150周年記念 舞台「赤ひげ」（2023年10月28日 - 11月12日、明治座 / 12月14日 - 16日、新歌舞伎座） -  森半太夫 役（Wキャスト）[38][39] ※東京公演のみ出演
- 東宝ミュージカル「GIRLFRIEND」（2024年6月14日 - 7月3日、シアタークリエ） - 主演・ウィル 役（トリプルキャスト）
- リーディングホラー「親指さがし」（2024年7月7日、シアター1010） - 沢武 役[40]
- 公開ケイコ!〜演出：松崎史也編〜（2024年9月15日、石川県小松市團十郎芸術劇場うらら）[41]
- Team Unsui 第6回公演「ハイシン」（2024年9月27日、ザ・ポケット） - 日替わりゲスト[42]
- 劇団papercraft 第11回公演「昨日の月」（2025年1月16日 - 19日、彩の国さいたま芸術劇場 小ホール）[43]
- ミュージカル「1789 -バスティーユの恋人たち-」（2025年4月8日 - 29日、明治座 / 5月、新歌舞伎座） - シャルル・アルトワ 役[44]
- VISIONARY READING「三島由紀夫レター教室」（2025年10月9日〈予定〉、紀伊國屋ホール） - 炎タケル 役[45]
- 梅棒 20th Breakdown「FINAL JACKET」（2025年11月15日〈予定〉、サンシャイン劇場） - 日替わりゲスト[46]

### ラジオ
- 高田文夫のラジオビバリー昼ズ （ニッポン放送）
  - ゲスト出演（2017年7月26日、2021年6月29日、9月28日、2022年11月29日、2023年12月5日）
- fanicon presents 高橋健介の100%放課後トーク（2018年、ニッポン放送）[47]
- 東MAXのFIRE HIP'S SPECIAL（2019年7月6日、ニッポン放送）
- 刀剣乱舞2.5ラジオ パーソナリティ（2020年2月 - 2022年3月27日、ニッポン放送）
  - オールナイトニッポン0～刀剣乱舞2.5ラジオスペシャル～（2021年11月13日）
- ゆうたろうのみんなで夜更かし
  - ゲスト出演（2020年12月2日、2023年2月15日）
- 高橋健介のひとりじゃいきてけない（2022年8月25日 - 2023年8月3日、Radiotalk）
- 近藤頌利 勝利の法則～ミッドナイトスペシャル～（2022年9月18日、TOKYO FM）ゲスト出演
- 俺達には土曜日しかない（TBSラジオ）
  - ゲスト出演（2022年12月24日）
  - 代理パーソナリティ（2023年8月26日）
- 金曜たまむすび（2023年2月10日、TBSラジオ）ゲスト出演
- Mラジ Music Treasures ～月刊Radiotalk～ パーソナリティ（2023年2月23日、MBSラジオ）
- TOKYO SPEAKEASY（2023年3月7日、TOKYO FM）ゲスト出演
- よるステ！（文化放送・東海ラジオ）
  - ゲスト出演（2023年3月29日、有澤樟太郎放送回 / 5月17日、赤澤遼太郎放送回）
- カブキ・チューン（2023年7月21日、28日、NHK-FM）ゲスト出演

### WEBドラマ
- スマボMovie第9弾『隠れ家で夜ふかし』（2018年、スマートボーイズ）
- 熱闘！妄想部（2019年、スマートボーイズ）
- 僕らが世界を終わらせる…たぶん（2019年、LINE LIVE）- 仙台くん 役[48]
- 働かないの?唯一兄ちゃん（2019年、テレビバ）- 楢原快人 役[49]
- ウルトラシリーズ - ウルトラマンエックスの声 役
  - ウルトラギャラクシーファイト ニュージェネレーションヒーローズ（2019年、YouTube）[50]
  - ウルトラギャラクシーファイト 運命の衝突（2021年12月27日 - 2022年7月1日、YouTube）
- リモートドラマ「すかいぷん」（2020年、YouTube） - マサキ 役
- 東MAX初監督作品 短編映画「repeat～人間のあやまち～」（2020年12月6日、YouTube）
- マルチ演劇 サクセス荘3（2021年2月24日 - 3月24日、auスマートパスプレミアム会員） - ミスター 役
- 名探偵は君だ～怪奇都市伝説殺人事件（2021年3月31日 - 5月5日、ひかりTV・dTVチャンネル） - 主演・早乙女正義 役
- 仮面ライダーシリーズ - 狩崎真澄（過去） 役
  - リバイスレガシー 仮面ライダーベイル（2022年3月27日 - 5月22日、東映特撮ファンクラブ）[51]
  - 仮面ライダージュウガVS仮面ライダーオルテカ（2023年5月7日、東映特撮ファンクラブ）
- イヤードラマ「歌舞伎町の吸血ホスト」（2022年8月1日、NUMA） - 光輝 役
- ココロノナカ（2022年11月1日、Hulu）
- DMMTV「言劇"スルースキルの高い私だから付き合えるが、今日も彼はぶっ飛んでいる!!」（2023年3月3日 - 、DMMTV） - 世話焼き彼氏 役

### WEB配信
- ぼくたちのあそびば（2018年 - 、YouTube）
- インプロラボ（2019年8月5日 - 、dTVチャンネル）
- 健康カプセル！ゲンキの時間（2020年 - 、YouTube『CBC公式チャンネル』）
- かまいたちのタグロー 11月号（2020年11月4日 - 26日、GYAO!）
- ウルトラマン基金「えがおのたいそう」動画（2020年12月27日、YouTube『ウルトラマン公式 ULTRAMAN OFFICIAL by TSUBURAYA PROD.』） - 大空大地 役
- 最高の婚約指輪探しの旅（2021年11月25日、テレビ朝日公式YouTube『動画、はじめてみました』）
- 2.5's GRAND PRIX -俳優たちの真剣勝負!-（2021年12月14日、ABEMA）
  - 2.5's GRAND PRIX 2022 -俳優たちの真剣勝負!-（2022年12月13日）
  - 2.5’s GRAND PRIX 2023 -俳優VSボートレーサー 冬の陣-（2023年12月19日）
- 「ガチャクエ」第2回（2022年4月10日、YouTube『ちょいミー』）
- 生配信番組「松島勇之介の六畳一間」（OPENREC）
  - 電話出演（2022年8月8日）※ゲスト出演回延期
  - ゲスト出演（2022年9月13日）
- オーイシマサヨシ×鈴木愛理「アニソン神曲カバーでしょdeショー!!」（2022年10月15日・22日、テレビ朝日公式YouTube『動画、はじめてみました』）
- ぽにてれ「脚質は恋のはじまり 連続ドラマ 馬キュン男子」第3話（2022年10月27日、JRA公式チャンネル）- 先行男 役
- モデルプレスカウントダウン ミニコーナー出演（ABEMA） 
  - #43『サッカー特別回』（2022年12月5日）
  - #55（2023年3月20日）
  - #56（2023年3月27日）
- 植田鳥越「口は○○のもとTV」#23、#24（2022年12月19日・26日、BS11）ゲスト出演
- 「スナックさざなみ」#1（2023年4月30日、ABEMA）
  -     1. 9（2023年12月3日）
- 高橋健介がゆくビアボール遠征記（2023年5月10日 - YouTube）
- 夜な夜な不思議の館にて～御曹司・八木勇征からの招待状～（5月27日、BS朝日）
- 新発見！！エネルギー教室－エネルギーを知る－#1・#2（2023年6月19日・26日、ABEMA）
- 新作歌舞伎『刀剣乱舞』公演記念 とうかぶTV （前編：2023年6月30日 / 後編：7月5日、DMM TV）新歌舞伎『刀剣乱舞』スペシャルサポーター
- 今日はバスケを観に行く日 Vol.1 ～高橋健介×田村心がゆくアルバルク東京編～（2024年1月30日、B.LEAGUE公式YouTube）

### ゲーム
- REALIVE!～帝都神楽舞隊～（2020年） - 椿坂龍馬 役

### イベント
- ハマトラ THE STAGE  -CROSSING TIME- DVD発売記念イベント トーク&ハイタッチ会（2015年4月19日、アニメイト横浜店）
- ウルトラシリーズ
  - ウルトラマンフェスティバル2015（2015年8月6日、池袋サンシャインシティ）
  - ウルトラヒーローショー（2015年9月22日、アリオ八尾）
  - ウルトラマンX ワールド 2015 IN 東京ソラマチ（2015年10月3日、東京ソラマチ）
  - ウルトラヒーローショー（2015年10月12日、アリオ橋本）
  - ウルトラマンX 大空大地隊員のトークショー（2015年11月8日、ナゴヤハウジングセンター日進梅森会場 / 15日、中京テレビハウジング西尾会場 イベント広場 / 22日、かしいかえん 大テントステージ）
  - ウルトラマンX 大空大地隊員のハイタッチ会（2015年11月23日、アトリウム広場 特設ステージ）
  - ウルトラマンエックス スペシャルショー（2015年11月28日、アリオ倉敷）
  - ウルトラヒーローズ EXPO 2016 ニューイヤーフェスティバル（2015年12月31日 - 2016年1月11日、東京ドームシティ）
  - 劇場版 ウルトラマンX 公開記念 ウルトラ上映祭（2016年3月3日、新宿ピカデリー / 5日、MOVIX八尾）
  - 劇場版 ウルトラマンX 舞台挨拶（2016年3月12日、新宿ピカデリー、川崎チネチッタ、イオンシネマ港北ニュータウン、横浜ブルク13 / 13日、ミッドランドシネマ名古屋空港、MOVIX三好 / 19日、MOVIXあまがさき、なんばパークスシネマ、イオンシネマ四條畷 / 26日、MOVIX亀有、ユナイテッド・シネマ豊洲 / 4月6日・9日、新宿ピカデリー）
  - ウルトラマン&ウルトラマンエックス スペシャルステージ（2016年3月20日、ひらかたパーク）
  - ウルトラマンエックス スペシャルトークショー（2016年3月21日、アリオ橋本）
  - ウルトラマンスタジアム ウルトラマンエックススペシャルショー トークショー&ハイタッチ会「希望の光 ―未来へのユナイト―」（2016年3月27日、ウルトラマンスタジアム内「ウルトラパワーステージ」）
  - ウルトラヒーローバトル劇場！（2016年4月1日 - 3日、博品館劇場）
  - ウルトラマンX 大空大地役 高橋健介トークショー（2016年5月3日、アリオ上尾）
  - 劇場版ウルトラマンX グランドフィナーレ 舞台挨拶（2016年6月11日、新宿ピカデリー）
  - ウルトラマンフェスティバル2016（2016年8月23日、池袋サンシャインシティ文化会館）
  - ウルトラヒーローズ EXPO 2017 ニューイヤーフェスティバル（2016年12月29日 - 2017年1月1日、東京ドームシティ）
  - 『劇場版 ウルトラマンオーブ』完成披露舞台挨拶（2017年2月23日、新宿ピカデリー）
  - ウルトラマンオーブショー（2017年3月4日、アリオ橋本 1階グランドガーデン）
  - ウルトラマンフェスティバル2018 TAMASHII NATIONS presentsニュージェネレーションヒーローズ スペシャルナイト（2018年8月1日、池袋サンシャインシティ）
  - オカヤマハロウィン（2018年10月27日、岡山駅前商店街）
  - ウルトラマンライブ Peace of the Earth 2018-2019（2019年1月6日、日本特殊陶業市民会館フォレストホール）
  - TSUBURAYA CONVENTION 2019（2019年12月14日、東京ドームシティ）
  - ウルトラヒーローズ EXPO 2020 ニューイヤーフェスティバル IN 東京ドームシティ バトルステージ（2020年1月2日、東京ドームシティ）
  - 円谷プロダクション 創立60周年記念 TSUBURAYA CONVENTION 2023 空想の力（2023年11月25日、東京ドームシティ）
- 高橋健介カレンダー 発売記念イベント
  - 高橋健介2018年カレンダー 発売記念イベント（2017年11月4日、音楽の友ホール）
  - 高橋健介2020年4月始まりカレンダー 発売記念トークイベント（2020年4月5日、R'sアートコート→5月24日、日仏会館）※延期日程中止
  - 高橋健介2020年4月始まりカレンダー 発売記念イベント（2020年3月28日、HMV&BOOKS SHINSAIBASHI イベントスペース、星野書店 近鉄パッセ店 / 29日、HMV&BOOKS SHIBUYA、HMVららぽーと横浜→4月18日 / 21日、Webサイン会）※全日程中止によりオンラインで実施
- 高橋健介DVD 発売記念イベント
  - 「リアルfaces 高橋健介」発売記念イベント（2018年3月24日、日仏会館 / 31日、T・Bホール）
  - 「高橋健介 in BALI vol.1」発売記念イベント（2020年2月1日、HMV 仙台 E Beans 店内イベントスペース / 2日、ソフマップAKIBA④号店 アミューズメント館8F / 22日、HMV&BOOKS SHINSAIBASHI イベントスペース、星野書店 近鉄パッセ店 / 23日、HMV&BOOKS SHIBUYA、HMVエソラ池袋）
  - 「高橋健介 in BALI vol.2」発売記念イベント（2021年1月24日→6月12日、HMV&BOOKS SHIBUYA店 / 2月7日→6月6日、池袋HUMAXシネマズ / 11日→6月5日、HMV&BOOKS SHINSAIBASHI店、星野書店 近鉄パッセ店）※緊急事態宣言の発令に伴い延期して実施
- TKPO〜高橋健介presents温泉旅 in 群馬（2018年6月9日 - 10日）
  - TKPO vol.2〜高橋健介presents温泉旅 in 千葉（2019年9月15 - 16日）
- 舞台「GANTZ:L」―ACT＆ACTION STAGE― Blu-ray/DVD発売記念イベント（2018年8月12日）
- 田中涼星 Birthday Event 3rd ～涼☆星誕祭～（2018年12月8日、全電通労働会館）ゲスト出演
- 高橋健介バースデーイベント
  - 初めての高橋健介バースデーイベント～あ、ついでにカレンダーも売っちゃうよ～（2018年12月22日、ドイツ文化会館OAGホール / 24日、T･Bホール）
  - キングは高橋健介！バースデーイベント2020〜民よ、王を祝いたまえ〜（2020年12月12日、A&Hホール / 13日、KFCホール）
  - 高橋健介 バースデーイベント2021〜推しと刺激が欲しいやつこそ高橋健介のイベントへ、行け〜（2021年12月11日、全電通労働会館 / 18日、A&Hホール）
  - 高橋健介 バースデーイベント2022（2022年12月11日、A&Hホール / 24日、浅草橋ヒューリックホール）
  - 高橋健介 バースデーイベント2023〜取り戻せ自分〜（2023年12月10日、朝日生命ホール / 24日、品川インターシティ）
- ひらがな男子 Blu-ray&DVD リリースイベント（2019年1月13日）
- 映画「岡野教授の南極生物譚」完成披露イベント（2019年3月17日、全電通労働会館）
- 「熱闘！妄想部」DVD発売記念イベント（2019年5月11日、星陵会館ホール）
- 恋するアンチヒーロー ～THE MOVIE～
  - 完成披露上映イベント（2019年7月21日、 東京証券会館ホール / 27日、朝日生命ホール）
  - 舞台挨拶（2019年8月31日、シネマート新宿）
- テレビ演劇 サクセス荘
  - テレビ演劇 サクセス荘 ふりかえり上映会（2019年9月14日、東京総合美容専門学校 マルチホール）
  - テレビ演劇 サクセス荘 ふりかえり上映会（9月22日、多摩永山情報教育センター 多目的ホール）
  - 映画演劇 サクセス荘 Blu-ray＆DVD発売記念イベント（2022年8月16日、相模女子大学グリーンホール(相模原市文化会館)）
- 舞台 DARKNESS HEELS～THE LIVE～（2019年9月19日、新座市民会館）アフタートーク出演
- REALIVE! 1stシングルリリースイベント（2019年10月12日、アニメイト池袋本店 9F イベントホール）※中止
- 映画「桃源郷ラビリンス～生々流転～」舞台挨拶（2019年10月26日、ユナイテッド・シネマアクアシティお台場、TOHOシネマズ川崎、京成ローザ10 / 27日、シネマート心斎橋、イオンシネマ岡山、岡山メルパ）
- ファンミーティング2020「会えるの？小山内三兄弟」（2020年1月30日、よみうりホール）
- 映画「岡野教授の高校協奏譚」完成披露上映会（2020年5月2日、今池ガスホール / 3日、全電通労働会館）※延期
  - 完成披露試写会（2023年6月17日、浅草雷5656会館）
- REALIVE!×OSIRIS Special LIVE ～This is the Beginning～（2020年6月28日、豊洲PIT） - 椿坂龍馬 役 ※開催中止
- 黒羽麻璃央ファンミーティング2021 ～10周年記念企画～「10年分の感謝を込めて」～（2021年4月17日、クールジャパンパーク大阪TTホール）ゲスト出演
- 糸川耀士郎 presents "Premium Eve Festival" ゲスト出演（2021年5月29日、横浜みなとみらいブロンテ）ゲスト出演
- 笹森裕貴バースデーイベント2021 -はじめまして、大阪市中央公会堂。-（2021年6月19日、大阪市中央公会堂 中集会室）ゲスト出演 ※緊急事態宣言延長に伴い中止
- ACTORS☆LEAGUE
  - in baseball 2021 （2021年7月20日、東京ドーム）ほろよいPR大使
  - in baseball 2022（2022年8月22日、東京ドーム）ビアボール売り子隊長、助っ人（代理）、猫（代理）
  - in basketball 2022 （2022年10月11日、東京体育館メインアリーナ）選手、ビアボール売り子隊長
  - in baseball 2023（2023年7月3日、東京ドーム）ビアボール応援団長
  - in basketball 2023（2023年10月11日、東京体育館メインアリーナ）キャスター、ビアボール応援団長
- 高橋健介1st写真集「モライモノ」発売記念お渡し会 （2022年1月22 - 23日、SHIBUYA TSUTAYA / 29日、TSUTAYA EBISUBASHI）
- 牧島輝 バレンタインイベント2022（2022年2月12日、山野ホール）ゲスト出演
- Eito Konishi Birthday Event 2022（2022年2月19日、AOYAMA GRAND HALL）ゲスト出演
- 大平峻也 28th Birthday Event ～2828しててもいっ峻也～（2022年3月12日、東京証券会館ホール）ゲスト出演
- リバイスレガシー 仮面ライダーベイル 上映＋キャスト登壇イベント～第7回 東映特撮ファンミーティング～（2022年5月28日、丸の内TOEI）
- 笹森裕貴バースデーイベント2022 ～ひろき、爆誕25周年～（2022年7月2日、浜離宮朝日ホール・小ホール）ゲスト出演
- Yojiro Itokawa 29th Birthday Event "Legendary"（2022年7月2日、大手町三井ホール）ゲスト出演
- ワールドトリガーThe Stage Blu-ray&DVD発売記念イベント（2022年7月9日、ニッショーホール）
- SHOTARO ARISAWA FANTOUR2022 夏（2022年7月31日、電気ビル未来ホール）MC出演
- Fanicon presents リアル謎解きゲーム「高橋健介誘拐事件～あなたに届いた不思議な招待状〜」（2022年8月4日 - 11日）
  - 再演（2022年10月6日 - 16日）
- AGESTOCK2022 in 明大祭～2.5次元俳優 高橋健介トークショー～（2022年10月31日、明治大学和泉キャンパス）
- 世界一受けたい高橋健介の特別授業（2022年11月3日、法政大学市ヶ谷キャンパス）
- 映画「それぞれの花」舞台挨拶（2022年11月4日、池袋シネマ・ロサ）
- 定本楓馬 BIRTHDAY EVENT 2022（2022年11月23日、浜離宮朝日ホール(小ホール)）ゲスト出演
- 魅力発見！阿波おどりフェスタ（2022年11月27日、すみだ産業会館サンライズホール）
- Eito Konishi Birthday Event 2023（2023年1月28日、ザ・ガーデンルーム）ゲスト出演
- 木津つばさ 25th Birthday Party（2023年1月29日、YMCAアジア青少年センター スペースYホール）ゲスト出演
- 福井巴也 写真集発売イベント（2023年1月29日、浜離宮朝日ホール 小ホール）ゲスト出演
- HADO Actors CUP（HADO ARENA お台場）  
  - Vol.4 MC出演（2023年3月3日）
  - Vol.5 MC出演（2023年6月29日）
- 黒羽麻璃央 ファンミーティング2023（2023年3月12日、浜離宮朝日ホール・小ホール）ゲスト出演
- サントリーサンバーズ住吉ホームゲーム  『ビアボール MATCH DAY』（2023年3月17日、住吉スポーツセンター）始球式・スペシャルゲスト出演
- earth garden “春” 2023（2023年4月15日、ハナノヒブース）生花お渡し会
- 映画「ヒットマン・ロイヤー」舞台挨拶（2023年4月22日、シネマート新宿・横浜ブルク13・川崎チネチッタ）
- ドン・キホーテオリジナル企画「ビアボールお渡し会」（2023年4月29日、MEGAドンキ渋谷本店）
- 映画「アキはハルとごはんを食べたい」舞台挨拶（2023年6月3日、シネマート新宿・横浜ブルク13・川崎チネチッタ / 4日、シネマート心斎橋・ミッドランドスクエアシネマ）
- 四谷三栄町トークLIVE『AWASETAI』 in 三栄町 LIVE STAGE ～俳優 山内涼平がホストとなり、会わせたい先輩2人を舞台に呼び出し、たっぷりフリートークする60分～（2023年6月10日、三栄町 LIVE STAGE）ゲスト出演
- 「俺旅！」完成披露イベント（2023年7月15日、大阪市立こども文化センター / 22日、高津市民会館）
- 原神×サマステ 旅人大集合夏フェス2023（2023年8月5日、六本木ヒルズアリーナ）
- ハナノヒ・ハナノヒ365days（2023年8月6日）
- あくたーず☆りーぐ アートフェスタ in よみうりランド「フラワーパークでらんらんRUN」（2023年11月18日、よみうりランド、HANA・BIYORI）- ゲストアーティスト[52]
- 松島勇之介 27th Birthday Event～今年のプレゼントは肩幅が欲しいです～（2023年11月26日、品川ザ・グランドホール）ゲスト出演
- KOJI KOMINAMI 29TH BIRTHDAY EVENT（2024年1月20日、R'sアートコート）ゲスト出演
- 体験！体感！とくしま祭（2024年2月12日、神田明神ホール）

### 生配信イベント（番組）
- 生男ch（2015年2月27日、ニコニコ「ニコニコ動画スターチャンネル」）
- 刀剣乱舞2.5Dカフェ サテライトスタジオ
  - オープン記念SP番組（2016年12月8日、SHOWROOM）
  - レギュラー配信 第1回（2017年3月16日）
- さしめし（2017年4月27日・28日、LINE LIVE）
- スマボch（ニコニコ「スマートボーイズチャンネル」）
  - "夏の特番"Day①（2017年8月24日）
  - "冬特番"①『隠れ家で夜ふかし』放送直前SP（2018年2月7日）
- キャストサイズニュース（ニコニコチャンネル『キャストサイズニュース』）
  - 第101回（2018年10月26日）
  - 第108回（2019年5月17日）
  - 第121回 祝６周年スペシャル！（2020年6月17日）
- 北海道地震復興チャリティー番組 イケメンステージ2.5D（2018年10月30日、FRESH LIVE）
- ワイキュー（2018年12月20日）
- DHCライブチャンネル 生配信（2019年5月9日）
- ぼくたちのあそびば
  - Twitter生配信（2020年3月17日）
  - 2.5次元Xmasパーティー（2020年12月10日）
  - 2.5周年記念 灼熱の夏祭り（2021年8月3日）
  - 春の2.5次元まつり（2022年3月22日）
  - 4人が暮らすシェアハウス ライブ配信で初公開！（2022年9月29日）
  - 別府はあそびば ～温泉だけじゃないけどやっぱり温泉な別府の魅力探し～（2022年11月21日）
  - 2.5次元界一受けたい授業（2023年3月24日）
  - あそびば縁日 豪華ゲストと！夏だ浴衣だ屋台だよ！！SP（2023年7月23日）
- 映画『岡野教授』シリーズ劇場公開SP（2020年3月18日、LINE LIVE）
- 小山内三兄弟シリーズ
  - 寝ないの？小山内三兄弟「寝巻きで語らナイト」（2020年4月7日 - 11日）
  - 寝ないの？小山内三兄弟「寝巻きで語らナイト」第2弾（2020年5月26日 - 30日）
  - ただいま！小山内三兄弟 オンラインパーティー（2020年11月24日）
- 日本テレビ「これぞ久本雅美 たまらん逸品」 SNS特別生配信（2020年6月27日、Instagram「白萄しずく」）
- VOYZBOY presents『〇〇さん』（2020年7月16日、YouTube「VOYZ BOY official」）
- 劇場版ウルトラマンタイガ ニュージェネクライマックス 前夜祭生配信（2020年8月6日、YouTube「ウルトラマン公式チャンネル ULTRAMAN Official Channel」）
- 刀剣乱舞 大演練 ～控えの間～（2020年8月11日、DMMTV）
- 高橋健介2020年カレンダー 発売記念イベント（2020年3月28日、HMV&BOOKS SHINSAIBASHI イベントスペース、星野書店 近鉄パッセ店 / 29日、HMV&BOOKS SHIBUYA、HMVららぽーと横浜→4月18日 / 21日、Webサイン会）※全日程中止によりオンラインで実施
- テレビ演劇 サクセス荘シリーズ
  - 放送直前 ただいま！サクセス荘 スペシャルイベント（2020年7月4日）
  - サクセス荘2＆mini オンラインふりかえり上映会（2020年10月11日）
  - サクセス荘2＆mini オンラインふりかえり上映会2（2020年11月29日）
  - サクセス荘２Blu-ray&DVD BOX 発売記念大反省会（2021年2月6日）
  - サクセス荘3 オンラインふりかえり上映会（2021年2月20日）※スケジュールの都合上途中退場
  - サクセス荘3 最終回直前 オンラインスペシャルイベント（2021年3月24日）
  - サクセス荘3＆mini オンラインふりかえり上映会（2021年4月18日）
  - サクセス荘2  オンライン振り返り上映会（2021年11月29日）
- REALIVE!「Half Anniversary記念グッズセット」発売＆WEBサイン会（2020年7月19日、YouTube）
- 株式会社高橋健介（2020年11月28日 - 2021年4月23日、ニコニコチャンネル『ザテレビジョンSQUAREチャンネル』）
- オンラインゲームパーティー「&GAMES FES VOL.2」（2021年3月28日）
- 名探偵は君だ〜怪奇都市伝説殺人事件〜 生配信イベント（2021年4月10日・5月1日、YouTube「ひかりTV」）
- 北村諒の今日、なに食べたい？ 最終回 #6（2021年4月14日、ニコニコ「ザテレビジョンSQUAREチャンネル」）
- 笹森裕貴バースデーイベント2021 -はじめまして、大阪市中央公会堂。- ゲスト出演（2021年6月19日、大阪市中央公会堂 中集会室）※ 緊急事態宣言延長に伴う会場の休館により配信にて実施
- ゆるGG！～2.5次元俳優ゲーム実況生番組〜 第2弾（2021年7月27日、スカパー！声優アニソン2.5次元舞台Twitter）
- &L&（アンドランド）
  - 差し入れグルメ（2021年10月20日）
  - 推しへ愛の “オクリモノ”（2022年2月28日）
  - 差し入れグルメ vol.2（2022年6月30日）
  - 一流の大人の男になる！配信（2022年11月2日）
- TCK公式LIVE「ウマきゅん」トゥインクルシンデレラ（2021年12月7日、YouTube）
- 1st写真集「モライモノ」オンライントークイベント（2022年6月12日）
- 1st写真集「モライモノ」オンラインサイン会（2022年6月20日、YouTubeチャンネル『公式ネットサイン会』）
- DMMTV『2.5次元的世界』オンライン発表会（2023年1月16日、DMMTV）
- 腹ぺこ男子部〜鳥取 冬の陣〜（2023年1月17日、LIVE PARK）
- 長江崚行公式チャンネル「RYOKI CHANNEL #2」（2023年3月29日、ニコニコチャンネル）
- Fanicon Awards 2023（2023年3月23日）ユニークコンテンツ賞受賞
- 中京テレビ「24時間テレビ」メタバース会場ステージイベント バラエティーステージ（2023年8月27日）
- 『木原市場』番外編 with 高橋健介（2023年10月1日、ニコニコチャンネル）

### 玩具
- ウルトラマンX ウルトラレプリカ エクスデバイザー（2023年11月）

## ディスコグラフィ

### キャラクターソング
| 発売日        | 商品名                            | 歌                           | 楽曲                              | 備考                                                 |
| ------------- | --------------------------------- | ---------------------------- | --------------------------------- | ---------------------------------------------------- |
| 2019年10月2日 | Virgin Sky/愛がある限りここにいる | 帝都東神楽舞隊基地・所属舞官 | 「Virgin Sky」                    | ゲーム『REALIVE!〜帝都神楽舞隊〜』オープニングテーマ |
| 2019年10月2日 | Virgin Sky/愛がある限りここにいる | 帝都東神楽舞隊基地・所属舞官 | 「愛がある限りここにいる」        | ゲーム『REALIVE!〜帝都神楽舞隊〜』エンディングテーマ |
| 2020年4月22日 | 愛のトンネル/両手のベッド         | +HOLIC+                      | 「愛のトンネル」 「両手のベッド」 | ゲーム『REALIVE!〜帝都神楽舞隊〜』関連曲             |

## 作品

### DVD
- リアルfaces高橋健介（2018年2月27日、幻冬舎コミックス）
- 高橋健介 in BALI vol.1（2020年1月31日、イーネットフロンティア）
- 高橋健介 in BALI vol.2（2021年1月30日、イーネットフロンティア）

## 書籍

### 写真集
- 高橋健介 1st 写真集 モライモノ（2022年1月21日、KADOKAWA）

### ユニットメンバー
1. ↑  風見勇真（梶原岳人）、久能純（谷口博昭）、米倉鷹久（谷口淳志）、藤堂豪一郎（千葉瑞己）、白神透（會田海心）、赤音輝（小西成弥）、綾井雪松（遊馬晃祐）、貴船雅彦（小林竜之）、鯨屋練（大坪康亮）、サー・ユリエル・フィドルバード（沢城千春）、佐々木裕之助（古田一紀）、橘幸作（岡延明）、瀬乃崎宗（松岡一平）、東雲仁（宮崎遊）、高城貫（伊勢大貴）、椿坂龍馬（高橋健介）、双葉日向（汐谷文康）、双葉向夜（尾股未知也）、氷室零（伊藤昌弘）、津田新造（福西勝也）、皆川風汰（古畑恵介）、皆川修司（新井雄也）
2. ↑  椿坂龍馬（高橋健介）、双葉日向（汐谷文康）、双葉向夜（尾股未知也）、氷室零（伊藤昌弘）